# Штернберг, Каспар Мария
Граф Каспар Мария Штернберг (чеш. Kašpar Maria Šternberk; 6 января 1761[…], Прага, Земли Чешской короны[…] — 20 декабря 1838[…], Бржезина) — чешский ботаник, геолог и политик.

## Имя
В различных источниках встречаются разные формы записи имени Штернберга:
- нем. Caspar Maria von Sternberg[7],
- нем. Kaspar Maria von Sternberg[7],
- нем. Kaspar von Sternberg[2],
- чеш. Kašpar Šternberg[2],
- чеш. Kašpar Šternberk[2].

## Биография
Каспар Мария Штернберг родился в Праге 6 января 1761 года. Занимал пост председателя Королевского богемского общества наук. В 1806 году была опубликована его работа Reise durch Tirol in die österreichischen Provinzen Italiens. В 1810 году была опубликована его работа Revisio Saxifragarum iconibus illustrata. Каспар Мария Штернберг умер 10 декабря 1838 года.

## Научная деятельность
Каспар Мария Штернберг специализировался на окаменелостях, на папоротниковидных, Мохообразных и на семенных растениях.

## Научные работы
- Reise durch Tirol in die österreichischen Provinzen Italiens (Регенсбург, 1806, с 4 табл.)[3].
- Revisio Saxifragarum iconibus illustrata (Регенсбург, 1810; с 31 табл.)[3].
- Versuch einer geognostisch-botanischen Darstellung der Flora der Vorwelt (Лейпциг и Прага, 1820—1838, 2 тома с 160 табл.)[3].
- Umrisse einer Geschichte der böhmischen Bergwerke (1836)[9].
- Umrisse einer Geschichte der böhmischen Bergwerke (1837)[10].
- Umrisse einer Geschichte der böhmischen Bergwerke (1838)[11].

## Почести
Род растений Sternbergia семейства Амариллисовые был назван в его честь.